# Kanton Montreuil-2
Kanton Montreuil-2 is een kanton van het Franse departement Seine-Saint-Denis. Kanton Montreuil-2 maakt deel uit van het arrondissement Bobigny en telde 63 763 inwoners in 2017.

## Gemeenten
Het kanton Montreuil-2 werd opgericht bij de herindeling van de kantons door het decreet van 21 februari 2014, met uitwerking in maart 2015. 
Het omvat uitsluitend het zuidelijk deel van de gemeente Montreuil. 